# Larousse gastronomique
O Larousse gastronomique de Prosper Montagné, é um tratado enciclopédico francês sobre a gastronomia e sua história e sobre técnicas culinárias. A primeira edição é de 1938 e estava centrada na culinária de França; no entanto, incluía informação sobre a “haute cuisine” da época, junto com pratos simples, exemplos das culinárias regionais da França e também de pratos clássicos de outros países. Ao lado de outros tratados, como “Le guide culinaire” de Georges-Auguste Escoffier e “Le répertoire de la cuisine” de Louis Saulnier, o Larousse tornou-se uma obra de referência para o “chef” profissional.
O Larousse gastronomique já teve três edições em inglês, a última das quais, de 2001 (Montagné, Prosper. “Larousse gastronomique: The World's Greatest Culinary Encyclopedia”. Ed. Jennifer Harvey Lang. New York: Clarkson Potter), provavelmente baseado na edição da Larousse-Bordas, Paris, 1998. ISBN 2-03-507300-6